# Eparchia Kothamangalam
Eparchia Kothamangalam – eparchia Kościoła katolickiego obrządku syromalabarskiego w Indiach. Została utworzona w 1956 z terenu archieparchii  Ernakulam-Angamaly.

## Ordynariusze
- * Matthew Pothanamuzhi † (1956–1977)
- George Punnakottil (1977–2013)
- George Madathikandathil (od 2013)